# Duguetia rigida
Duguetia rigida är en kirimojaväxtart som beskrevs av Robert Elias Fries. Duguetia rigida ingår i släktet Duguetia och familjen kirimojaväxter. Inga underarter finns listade i Catalogue of Life.